# Pre Rup
Pre Rup (in lingua khmer:ប្រាសាទប្រែរូប) è un tempio di Angkor, in Cambogia. Costruito come tempio di stato del re Khmer Rajendravarman e dedicato nel 961 o agli inizi del 962. È un "tempio-montagna" a costruzione mista di mattoni, laterite e arenaria.
Il nome moderno del tempio significa "girare il corpo" e riflette la credenza comune tra i Cambogiani che presso il tempio venissero svolte cerimonie funebri di cremazione, durante le quali il defunto (o la sua sagoma disegnata tra le ceneri) viene girato a turno verso i punti cardinali, come si dilungano a spiegare le guide locali ai turisti.

## Descrizione

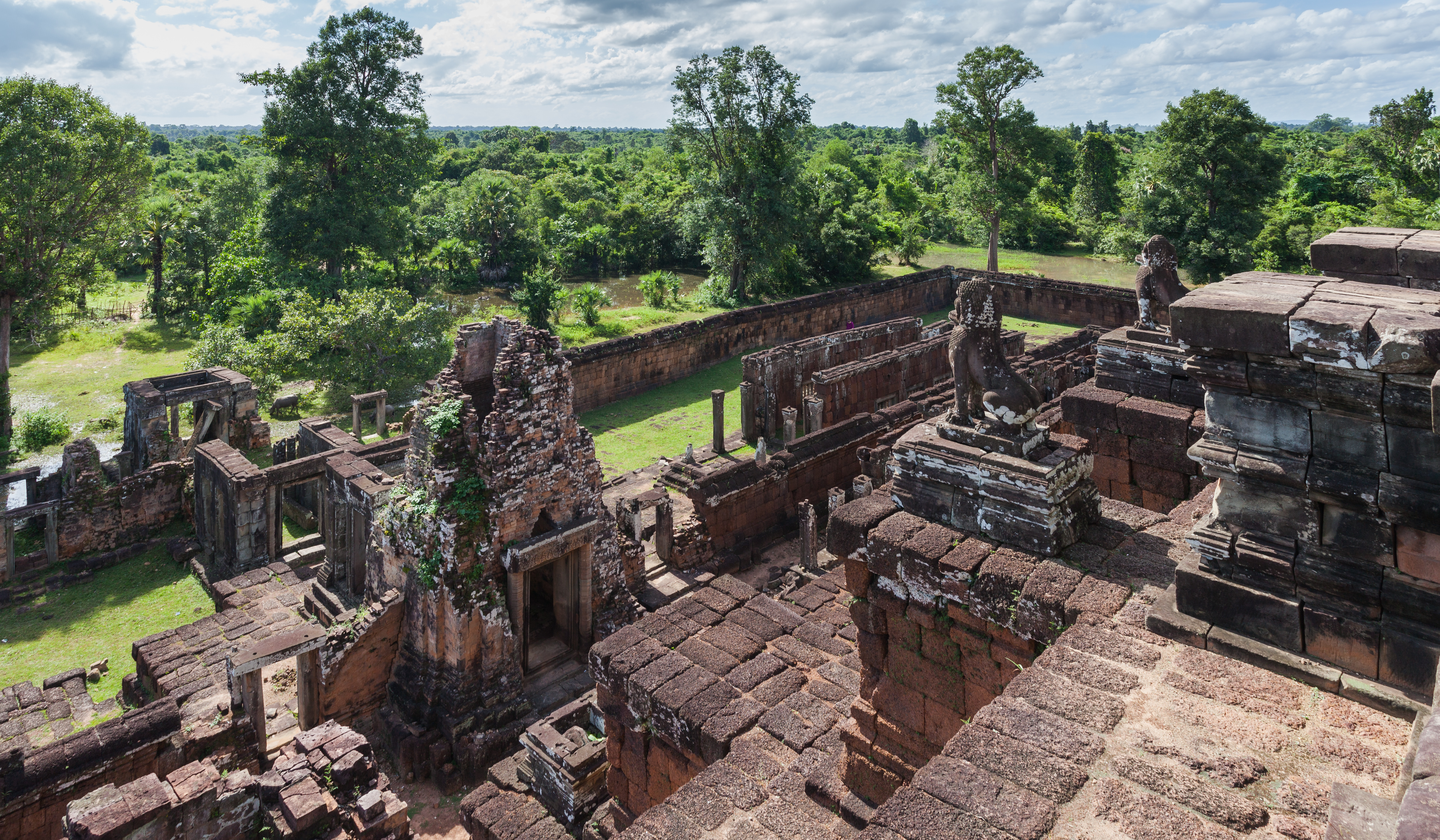
Vista dalla cima

Situato poco a sud del Baray orientale, Pre Rup è allineato nella direzione nord-sud con il tempio del Mebon orientale, un'altra costruzione del regno di Rajendravarman. L'uso massiccio di laterite e mattoni gli dà una piacevole colorazione rossastra che risalta particolarmente alla luce della prima mattina e del tardo pomeriggio.
Il tempio ha una forma all'incirca quadrata e una doppia recinzione perimetrale. La recinzione esterna è costituita da una piattaforma circondata da un muro in laterite, lunga 117 metri in direzione nord-sud e 127 in direzione est-ovest. L'approccio principale a oriente è sottolineato da una strada rialzata in laterite, che sfortunatamente è attraversata da una strada moderna. I quattro gopuras più esterni hanno pianta cruciforme allungata, con un corpo centrale in mattoni (costituito da tre locali collegati nella direzione di entrata ed affiancato ai lati da due passaggi indipendenti), preceduto e seguito da vestiboli in arenaria. Sulla prima piattaforma ad entrambi i lati dell'ingresso orientale c'è un gruppo di tre torri allineate da nord a sud, aggiunte più tardi, come altre costruzioni a galleria sullo stesso livello, ed incomplete. Una di esse pare non essere stata mai costruita, o successivamente smantellata. Proseguendo lungo il breve tragitto che separa la recinzione da quella esterna a quella interna, si attraversa un secondo ingresso. Sul secondo livello, di fronte all'ingresso orientale vi è una "cisterna" in pietra, ma più che alle cremazioni, gli studiosi ritengono servisse come base per una statua del toro Nandi, probabilmente in bronzo. Ai lati vi sono due librerie e una serie di costruzioni a galleria distinte che corrono lungo il muro. Si tratta di una caratteristica architettonica del decimo secolo, che verrà sostituita da una galleria senza soluzione di continuità dal Ta Keo in avanti.

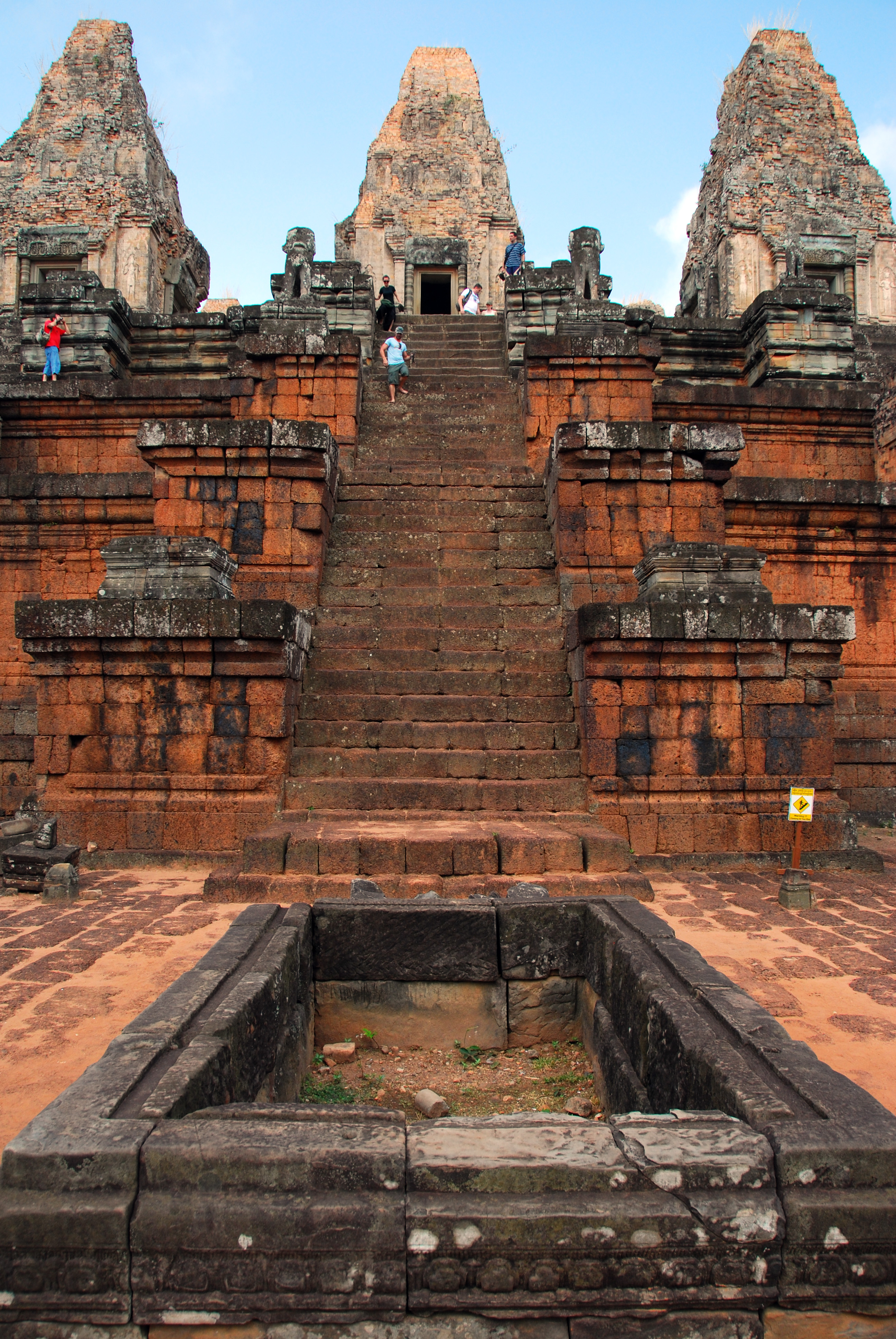
La piramide sommitale del Pre Rup (con la "cisterna" in primo piano).

La piramide quadrata terminale, che misura 50 metri alla base, si innalza di 12 metri in tre livelli ad una piattaforma sommitale di 35 metri di lato. Il livello più basso ha 12 piccoli altari disposti attorno in modo simmetrico. In cima vi sono cinque torri, disposte a formare un quincunx, una a ciascun angolo del quadrato e l'ultima al centro. Divinità scolpite in bassorilievo stanno a guardia ai lati di ogni porta orientale, mentre sugli altri lati le porte sono cieche. La torre di sudovest un tempo ospitava una statua di Lakshmi, quella di nordovest una statua di Uma, quella di sudest una di Visnù e la torre di nordest una statua di Shiva. Un'iscrizione su un lato di quest'ultima risale a Jayavarman VI ed è la sola testimonianza ad Angkor del suo regno.

## Storia
Pre Rup fu dedicato al dio Shiva e sorse probabilmente sul luogo occupato in precedenza da un ashram shivaita, costruito nel secolo precedente da Yasovarman I. Al suo progetto e alle fasi iniziali avrebbe potuto partecipare l'architetto Kavindrarimathana, ma all'epoca del completamento doveva essere già passato a miglior vita. Forse il tempio-montagna si trovava al centro di una nuova capitale costruita da Rajendravarman, con l'argine sud del baray orientale a costituirne il limite settentrionale, ma niente di essa è sopravvissuto e l'ipotesi della "città dell'est", avanzata da Philippe Stern non ha mai trovato conferme in ritrovamenti archeologici.